# Moirans-en-Montagne
Moirans-en-Montagne ist eine Gemeinde im französischen Département Jura in der Region Bourgogne-Franche-Comté. Sie gehört zum Kanton Moirans-en-Montagne im Arrondissement Saint-Claude.

## Geographie
Moirans-en-Montagne liegt auf 623 m, etwa zwölf Kilometer westnordwestlich der Stadt Saint-Claude (Luftlinie). Das Dorf erstreckt sich im Jura, in einem klusartigen Tal zwischen dem Mont Robert im Westen und den waldigen Höhen der Forêt de Moirans im Osten, östlich des Lac de Vouglans.
Die Fläche des 26,56 km² großen Gemeindegebiets umfasst einen Abschnitt des französischen Juras. Entwässert wird das Gebiet durch den Dorfbach von Moirans nach Westen zum Lac de Vouglans. Dieser Stausee, der im Bereich von Moirans-en-Montagne eine Breite von ungefähr 1 km aufweist, bildet die westliche Abgrenzung und ist rund 100 m in die umgebenden Hochplateaus eingesenkt. Vom Lac de Vouglans erstreckt sich das Gemeindeareal ostwärts über einen Steilhang auf das angrenzende Plateau von Moirans. Im Osten wird das Plateau von den schmalen Kreten von Mont Robert (743 m) und Mont Saint-Christophe (785 m) überragt. Dazwischen befindet sich der Eingang in das klusartige Tal von Moirans, das auf beiden Seiten von steilen Hängen und Felskanten gesäumt wird. Weiter im Osten reicht der Gemeindeboden auf die überwiegend dicht bewaldeten Hochflächen des Juras (Forêt de Moirans) und bis auf die Roche d’Antre (961 m). Mit 981 m wird auf einer Kuppe in der Forêt de Moirans der höchste Punkt von Moirans-en-Montagne erreicht. Das Gemeindegebiet ist Teil des Regionalen Naturparks Haut-Jura (frz.: Parc naturel régional du Haut-Jura).
Nachbargemeinden von Moirans-en-Montagne sind
- Maisod, Charchilla, Crenans, Meussia und Étival im Norden,
- Les Crozets im Nordosten,
- Coteaux du Lizon mit Ravilloles und Saint-Lupicin im Osten,
- Villards-d’Héria, Martigna und Lect im Süden,
- Onoz im Westen.

## Geschichte
Moirans-en-Montagne kann auf eine sehr lange Siedlungstradition zurückblicken. Auf dem Gemeindegebiet wurden Überreste aus dem Neolithikum und der Bronzezeit gefunden. Während der Römerzeit befand sich hier die Siedlung Mauriana, von der sich der heutige Ortsname herleitet.
Im 12. Jahrhundert gründeten Mönche von der Abtei Saint-Claude ein Priorat im Klustal von Moirans. An der Stelle der ehemaligen gallorömischen Siedlung am Fuß des Burgberges (Château de Charbonnel) entwickelte sich im Mittelalter ein Marktflecken, der im 13. Jahrhundert befestigt wurde. Die Burg wurde zum Mittelpunkt einer Baronie, die von der Abtei Saint-Claude abhängig war. Sie wurde 1637 von französischen Truppen zerstört. Zusammen mit der Franche-Comté gelangte Moirans mit dem Frieden von Nimwegen 1678 an Frankreich. Im Jahr 1929 wurde Moirans zur besseren Unterscheidbarkeit von Moirans im Département Isère offiziell in Moirans-en-Montagne umbenannt.

## Sehenswürdigkeiten
Die heutige Pfarrkirche von Moirans-en-Montagne wurde im 15. Jahrhundert im gotischen Flamboyantstil erbaut. Sie ersetzte eine frühere Pfarrkirche, deren Chor im 17. Jahrhundert in eine Kapelle umgewandelt wurde. Von den beiden mittelalterlichen Burgen, dem Vieux-Château (13. Jahrhundert) und dem Château-Neuf (14. Jahrhundert), teilweise Residenz der Äbte von Saint-Claude, sind Ruinen erhalten. Das Hôtel de Ville (Rathaus) wurde 1857 errichtet. Im Musée du Jouet werden Spielwaren aus dem 19. und 20. Jahrhundert gezeigt.

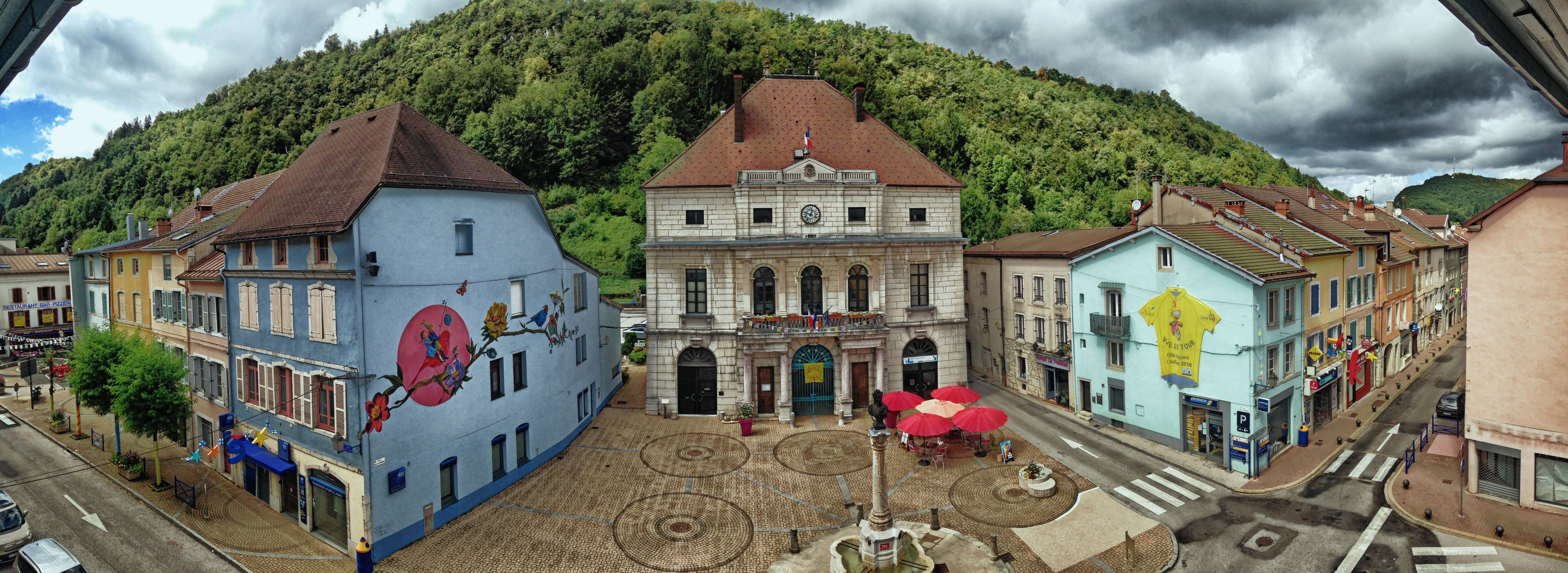
Rathaus, Kino und Museum

## Bevölkerung
| Jahr                       | 1962 | 1968 | 1975 | 1982 | 1990 | 1999 | 2005 | 2019 |
| Einwohner                  | 1464 | 1551 | 2043 | 1954 | 2018 | 2121 | 2249 | 2120 |
| Quellen: Cassini und INSEE |      |      |      |      |      |      |      |      |

Mit 2121 Einwohnern (Stand 1. Januar 2022) gehört Moirans-en-Montagne zu den mittelgroßen Gemeinden des Départements Jura. Nachdem die Einwohnerzahl in der ersten Hälfte des 20. Jahrhunderts stets im Bereich von rund 1500 Personen gelegen hatte, wurde vor allem zu Beginn der 1970er-Jahre eine deutliche Bevölkerungszunahme verzeichnet.

## Wirtschaft und Infrastruktur
Moirans-en-Montagne war bis lange Zeit ein vorwiegend durch die Landwirtschaft, den Kleinhandel und die Forstwirtschaft geprägtes Dorf. Zu den traditionellen Wirtschaftszweigen gehört die Fabrikation von Holzspielwaren. Seit den 1980er Jahren entwickelte sich auf dem Plateau westlich von Moirans-en-Montagne eine größere Industrie- und Gewerbezone. Hier ließen sich Unternehmen der Branchen Spielwarenherstellung (aus Holz und Kunststoff), Kunststoffindustrie, Produktion von Autozubehörteilen und Transportgewerbe nieder.
Die Ortschaft ist verkehrstechnisch gut erschlossen. Sie liegt an der Hauptstraße D470, die von Lons-le-Saunier nach Saint-Claude führt. Heute besitzt Moirans-en-Montagne eine Ortsumfahrung, so dass der alte Ortskern vom Durchgangsverkehr entlastet ist. Weitere Straßenverbindungen bestehen mit Martigna, Lect, Crenans und Les Crozets. Der nächste Anschluss an die Autobahn A404 (Saint-Martin-du-Frêne–Oyonnax) befindet sich in einer Entfernung von rund 22 km.

## Persönlichkeiten
- Claude-Lupicin Gras (* 1738 in Moirans-en-Montagne; † 1805 in Besançon), Chirurg, Professor am königlichen Kollegium der Chirurgie